# Djursätra

Djursätra är en brunns- och kurort i Värsås socken i Skövde kommun i Västra Götalands län, belägen sju kilometer från Korsberga i Hjo kommun.